# 超超星系团
超超星系团是一种假定存在的, 由多个超星系团组成的宇宙结构. 如果超超星系团确实存在, 那么它将是继长城之后宇宙中第二大的结构.